# أمبلين إنترتاينمنت
أمبلين إنترتاينمنت (بالإنجليزية: Amblin Entertainment)‏ هي شركةُ إنتاجِ تلفزيونِ وسنمائي أَسّست مِن قِبل المديرِ والمنتجِ ستيفن سبيلبرغ وكاثلين كندي وفرانك مارشال في 1981 سبق أَنْ وزّعَ أفلامَه الخاصةَ،.

## وصلات خارجية
- أمبلين إنترتاينمنت على موقع IMDb (الإنجليزية)